# Дългомуцунест оксимонакант
Дългомуцунестите оксимонаканти (Oxymonacanthus longirostris) са вид животни от семейство Monacanthidae.
Те са уязвим вид.
Таксонът е описан за пръв път от Маркус Елиезер Блох през 1801 година.